# Naturstenskompaniet
Naturstenskompaniet Sverige AB är ett svenskt stenindustriföretag.
Naturstenskompaniet är dotterföretag till AP Sten. Naturstenskompaniet säljer produkter i ölandskalksten, granit, marmor och skiffer.
På Öland bedriver Naturstenskompaniet brytning av röd ölandskalksten på Horns udde samt brytning och förädling av grå kalksten i Gillberga på Stenkusten i Sandvik (tidigare Industri AB Ölandssten). År 2012 arbetade där 25 personer.
I Skåne bryter och förädlar företaget granit i Bjärlöv. Produktionsanläggningen finns i Högsma.